# رايموند موريس
رايموند موريس (20 يونيو 1929 في المملكة المتحدة - ) (بالإنجليزية: Raymond Morris)‏ هو لاعب كريكت بريطاني. لعب مع نادي مقاطعة ورسسترشاير للكريكيت ‏.

## وصلات خارجية
- رايموند موريس على موقع إي آس بي آن كريك إنفو (الإنجليزية)